# 抱茎石龙尾
抱茎石龙尾（学名：Limnophila connata）为玄参科石龙尾属下的一个种。

## 扩展阅读
- 維基物種上的相關：抱茎石龙尾